# Esjufjöll
L'Esjufjöll és un estratovolcà subglacial a la part sud de la capa de gel de Vatnajökull, a nord del volcà Öræfajökull, Islàndia. És format pel volcà central Snaehetta i una gran caldera de 40 km². La major part del volcà està coberta per la capa de gel, però al flanc sud estan hi ha alguns sectors visibles. Aquestes roques exposades són bàsicament basalts alcalins, però també hi són presents petites quantitats de roques riolites.
No es té documentarda cap erupció des de l'Holocè, tot i que el 1927 hi va haver un jökulhlaup, acompanyat per una forta olor de sofre i la caiguda d'algunes cendres que es van relacionar amb aquest volcà. L'octubre de 2002 i 2010 es van detectar nombrosos terratrèmols que podrien indicar moviments de magma.